# Кисмет (фильм, 1944)
Кисмет (англ. Kismet) — американский приключенческий, цветной фильм производства киностудии «MGM», (снятый по системе «Техниколор») режиссёра Уильяма Дитерле 1944 года.

## Сюжет
Путешественник-иллюзионист Хафиз хочет, чтобы его дочь Марсина стала женой принца, что позволило бы ему стать частью королевской семьи. Но он не знает, что сын садовника, в которую влюблена его дочь, — это не кто иной, как умело замаскировавшийся могущественный халиф Багдада.

## В ролях
- Рональд Колман — Хафиз
- Марлен Дитрих — Джамилла
- Джеймс Крейг — Халиф
- Эдвард Арнольд — Великий визирь
- Хью Херберт — Фейсал
- Джой Пейдж — Марсин
- Флоренс Бейтс — Карша
- Гарри Дэвенпорт — Да
- Хобарт Кавано — мулла
- Роберт Уоррик — Алфиф

В титрах не указаны
- Гарри Кординг — полицейский
- Чарльз Миддлтон — скряга
- Виктор Килиан — Джехан

## Номинации
Фильм был номинирован в 1945 году на Премию «Оскар» в номинациях за лучшую операторскую работу (Чарльз Рошер), за лучшую музыку к фильму (Герберт Стотхарт), за лучший звук, за лучшую работу художника-постановщика.